# Masques
Masques is een Franse filmkomedie uit 1987 onder regie van Claude Chabrol.

## Verhaal
Roland wil een boek schrijven over tv-presentator Christian Legagneur. De presentator wil meewerken en nodigt Roland bij hem thuis voor een gesprek. Al snel komt hij erachter dat er vreemde zaken gaande zijn in het landhuis.

## Rolverdeling
| Acteur                    | Personage           |
| ------------------------- | ------------------- |
| Philippe Noiret           | Christian Legagneur |
| Robin Renucci             | Roland Wolf         |
| Bernadette Lafont         | Patricia Marquet    |
| Monique Chaumette         | Colette             |
| Anne Brochet              | Catherine           |
| Roger Dumas               | Manu                |
| Pierre-François Dumeniaud | Max                 |
| Pierre Nougaro            | Gustave             |
| Renée Dennsy              | Émilie              |
| Yvonne Decade             | Antoinette          |
| Blanche Ariel             | Rosette             |
| René Marjac               | Maurice             |